# NGC 5601
NGC 5601 é uma galáxia espiral (S?) localizada na direcção da constelação de Boötes. Possui uma declinação de +40° 18' 36" e uma ascensão recta de 14 horas, 22 minutos e 53,2 segundos.